# Tokyo Godfathers
Tokyo Godfathers (東京ゴッドファーザーズ?, Tōkyō goddofāzāzu, lett. "I padrini di Tokyo") è un film d'animazione del 2003 diretto da Satoshi Kon e co-diretto da Shōgo Furuya. Alla sceneggiatura ha preso parte anche Keiko Nobumoto.
Tokyo Godfathers è il terzo film interamente diretto da Kon, ispirato all'opera letteraria di Peter B. Kyne, The Three Godfathers (1913), e in particolare a uno dei suoi adattamenti cinematografici, il film In nome di Dio (1948) di John Ford, di cui può essere ritenuto una sorta di remake anche alla luce dei temi fondamentali in comune ai due lungometraggi, per quanto poi l'opera di Kon se ne discosti ampiamente nell'ambientazione e nei personaggi.

## Trama
Tre senzatetto trovano per caso una bambina la vigilia di Natale, abbandonata in mezzo all'immondizia. Mentre Hana, una donna transgender impoveritasi dopo aver lasciato il lavoro da drag queen, vuole tenerla poiché la ritiene un regalo divino, Gin, un alcolizzato datosi al vagabondaggio, e Miyuki, una ragazzina scappata di casa, vorrebbero portare la neonata subito alla polizia. Alla fine convincono Hana a tenerla soltanto per quella notte, ma al risveglio, il giorno dopo, scoprono che questa ha lasciato il loro rifugio di fortuna. Dopo averla ritrovata, insieme tentano di riportare la bambina direttamente ai suoi genitori, seguendo delle tracce che spesso li portano fuori strada. Nel corso della settimana tra la notte di Natale e Capodanno i tre avranno varie avventure, entrando in contatto con la variegata umanità della metropoli di Tokyo sulle tracce del proprio passato e delle rispettive storie personali.

### Temi
Il film mette molta enfasi sul tema delle "coincidenze". Il critico cinematografico George Peluranee ha notato che Tokyo Godfathers è un film che mostra i piccoli ma importanti legami che ognuno di noi ha con presunti estranei, e rappresenta molto bene temi come "la famiglia", "l'amore", "i miracoli", ed "il perdono".

## Distribuzione
- È uscito in DVD il 13 settembre 2004, prodotto dalla Animax e un'altra uscita nel 2005 dalla Sony Pictures, sulla copertina è presente spesso il titolo in inglese tranne per l'edizione "Regular Edition", mentre la "Limited Edition" ha il cofanetto diverso ed include 2 dischi più il libro "Storyboard book" e foto di Tokyo, mentre cambia spesso le lingue nella "Region Code" su tutti i DVD.
- In Italia il DVD è uscito nel 2005 per la versione noleggio, mentre il 21 giugno 2006 quella ufficiale prodotto dalla Sony Pictures. La copertina nell'edizione italiana rimane uguale come l'edizione prodotta dalla Sony Pictures inglese del 2005. L'edizione "Limited Edition" (Tiratura limitata), a differenza dell'originale, non ha il logo "Limited Edition" ma all'interno ha i contenuti uguali all'originale.
- Nell'edizione italiana durante il titolo "Tokyo Godfathers" si vede scritto "I padrini di Tokyo".

## Curiosità
- Quando Gin incontra il marito di Sachiko, su di un tavolo si può vedere un giornale con una foto delle Cham, il trio di idol protagonista di Perfect Blue, lungometraggio d'esordio del regista Satoshi Kon.
- Al minuto 7:35, dietro Hana, si possono notare diverse locandine attaccate alla vetrata di un negozio. Due di queste sono di Perfect Blue e Millennium Actress, entrambi precedenti lungometraggi di Kon. Accanto a quella di Perfect Blue vi è un'altra locandina che richiama molto la copertina di Tokyo Godfathers.